# 인사이드 르윈
《인사이드 르윈》(Inside Llewyn Davis)은 2013년 공개된 미국의 블랙 코미디 드라마 영화로 코언 형제가 각본, 감독, 제작, 그리고 편집했다. 포크 송을 부르는 가수 르윈 데이비스의 일주일을 그리고 있다. 오스카 아이작, 캐리 멀리건, 존 굿맨, 개릿 헤들런드, F. 머리 에이브러햄, 저스틴 팀버레이크 등이 출연했다. 여기서 등장하는 가상의 인물인 데이비스는 포크 가수인 데이브 밴롱크의 자서전에서 영감을 받아 만들어졌다. 영화에서 등장하는 포크 송은 대부분 라이브로 촬영했다. T 본 버넷이 음악 책임 프로듀서로 참여했다.
영화는 2013년 칸 영화제의 그랑프리 부문에서 수상했고, 같은 영화제에서 2013년 5월 19일 상영되었다. 2013년 12월 6일 미국에서 제한적으로 상영했고, 2014년 1월 10일 전 세계에서 상영했다. 영화는 극찬을 받았고, 아카데미상의 최우수 촬영과 최우수 사운드 믹싱 부문과 세 개의 골든 글로브상에서 후보로 지명되었다. 극찬을 받은 《인사이드 르윈》은 2016년 BBC 컬쳐 폴에서 177명의 비평가가 참여한 21세기 최고의 영화에서 11위를 차지했다.

## 줄거리
뉴욕의 시린 겨울에 코트도 없이 기타 하나 달랑 매고 매일밤 지인들의 집을 전전하는 무일푼 뮤지션 르윈. 듀엣으로 노래하던 파트너는 자살을 하고, 솔로앨범은 팔리지 않은 채 먼지만 쌓여간다. 우연히 떠맡게 된 고양이 한 마리처럼 계속 간직하기에는 점점 버거워지는 그의 꿈을 포기해야 하는 지 고민하던 중, 유명 음악 프로듀서인 버드 그로스맨이 주최하는 오디션에 참여하기 위해 시카고를 향한 여정에 오르게 되는데...

## 배역
- 오스카 아이작 - 르윈 데이비스 역
- 캐리 멀리건 - 진 버키 역
- 존 굿맨 - 롤런드 터너 역
- 개릿 헤들런드 - 조니 파이브 역
- 저스틴 팀버레이크 - 짐 버키 역
- F. 머리 에이브러햄 - 버드 그로스먼 역
- 스타크 샌즈 - 트로이 넬슨 역
- 저닌 세랄레스 - 조이 역
- 애덤 드라이버 - 앨 코디 역
- 이선 필립스 - 미치 고페인 역
- 앨릭스 카르폽스키 - 마티 그린 역
- 맥스 커셀라 - 파피 코르시카토 역
- 벤저민 파이크 - 밥 딜런 역